# Gaudence de Novare
Pour les articles homonymes, voir Gaudence.
Gaudence de Novare (Gaudentius en latin, Gaudenzio en italien), l'un des saint Gaudence, né vers 327, mort vers 410 ou 411, est un évêque de Novare et un saint catholique et orthodoxe, fêté localement le 22 janvier.

## Biographie
On sait peu de chose sur la vie et l'œuvre de ce saint, surtout connu dans la ville de Novare dont il est le saint patron, et par son amitié avec saint Ambroise.
Gaudence, homme très cultivé, eut la confiance et l'estime des personnalités religieuses et civiles de son temps, et témoigna d'une grande foi et d'une grande sainteté.

## Fête
Il est fêté localement :
- Le 22 janvier, date à laquelle se déroulent des festivités solennelles dans la ville et le diocèse de Novare.

## Sources et références

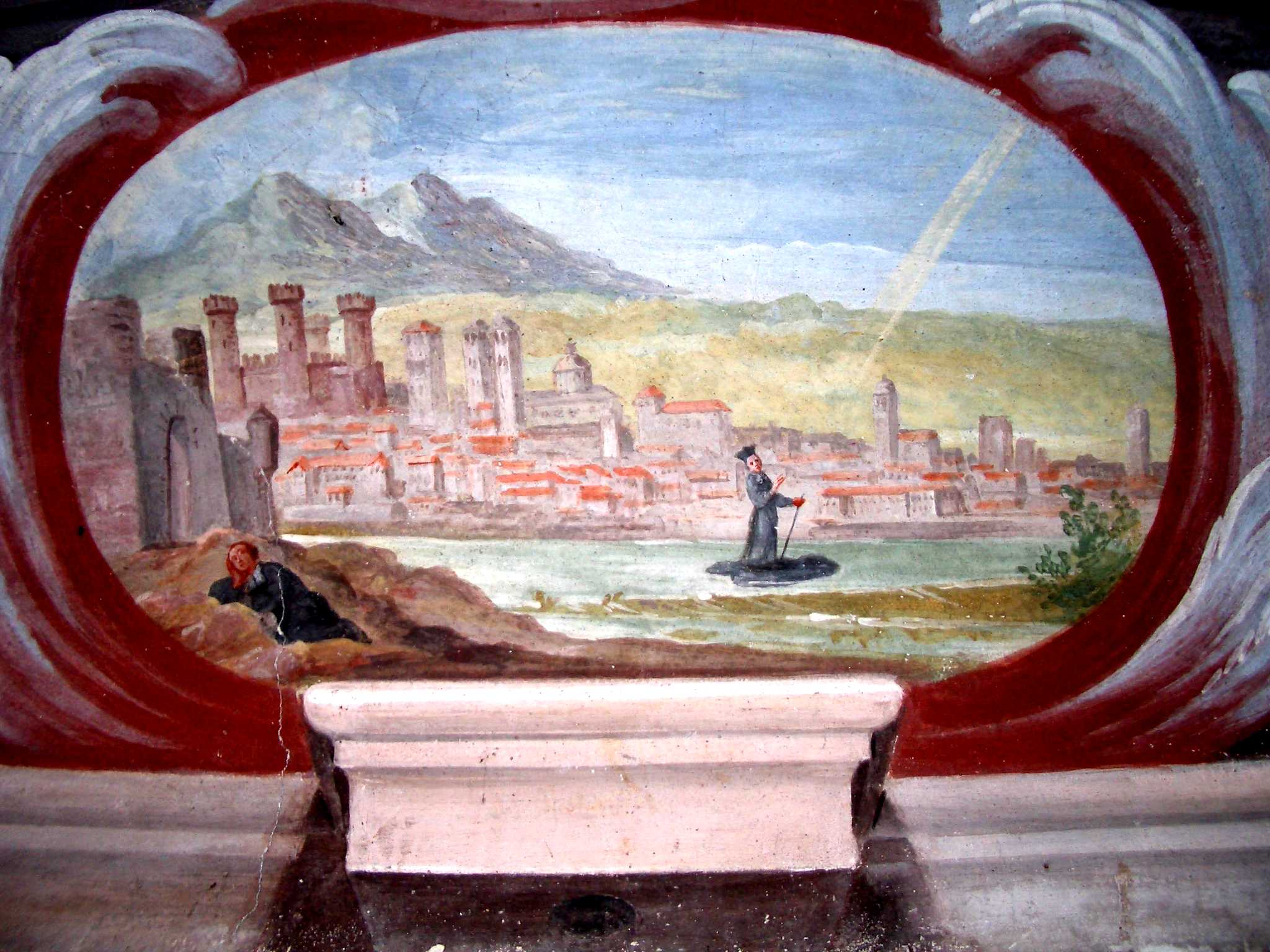
Saint Gaudence traversant le lac d'Orta flottant sur son manteau (fresque de Luca Rossetti, 1738).

- (it) texte de Domenico Agasso sur San Gaudenzio.

## Liens
- Notices d'autorité :   - VIAF
  - LCCN
  - GND
  - Vatican
  - WorldCat